# Wilhelm von Massow (Politiker)
Wilhelm von Massow (* 31. August 1802 in Berlin; † 24. September 1867 in Rohr, Kreis Rummelsburg) war ein preußischer Ministerialbeamter, Rittergutsbesitzer und Politiker. Er war seit 1854 Mitglied des Preußischen Herrenhauses auf Lebenszeit.

## Leben
Er stammte aus der pommerschen uradligen Familie von Massow und war der sechste und jüngste Sohn des Obermarschalls Valentin von Massow (* 1752; † 1817) und dessen Ehefrau Charlotte Auguste Johanne Luise Gräfin von Blumenthal (* 1766; † 1835), Tochter des preußischen Ministers Joachim Christian von Blumenthal. Sein Bruder Valentin von Massow (* 1793; † 1854) stieg in der preußischen Armee bis zum Generalleutnant auf, sein Bruder Ludwig von Massow (* 1794; † 1859) wurde Minister des königlichen Hauses.
Wilhelm von Massow besuchte ab 1814 das Friedrichswerdersche Gymnasium in Berlin. Ab 1820 studierte er an der Universität Göttingen und an der Universität Berlin. Er trat 1823 in den preußischen Staatsdienst ein und wurde 1830 Assessor am Kammergericht. 1834 wurde er Landrat des Niederbarnimschen Kreises, wechselte aber bereits 1836 als Vorsteher der Ministerial-, Militär- und Baukommission nach Berlin. 1842 wurde er vortragender Rat im Preußischen Innenministerium, 1845 erhielt er den Titel eines Geheimen Oberregierungsrates. Die Veränderungen nach der Märzrevolution 1848 in Berlin gefielen ihm nicht, so dass er im Juli 1848 aus dem Dienst im Ministerium ausschied. Seinen förmlichen Abschied aus dem Staatsdienst erhielt er erst 1854 und wurde bei dieser Gelegenheit mit dem Roten Adlerorden 2. Klasse mit Eichenlaub ausgezeichnet. 
Aus dem väterlichen Erbe hatte Wilhelm von Massow als jüngster Sohn bei der Erbteilung 1839 das Rittergut Rohr im hinterpommerschen Kreis Rummelsburg und weitere Güter erhalten. Nach seinem Abschied aus dem Staatsdienst zog er nach Rohr und bewirtschaftete seine Güter. 
Im Jahre 1852 wurde Massow in die Erste Kammer des Preußischen Landtags gewählt. Als an deren Stelle das Preußische Herrenhaus trat, wurde Massow im Jahre 1854 auf Präsentation des alten und des befestigten Grundbesitzes im Landschaftsbezirk Herzogtum Wenden Mitglied des Preußischen Herrenhauses auf Lebenszeit. Er beteiligte sich als Mitglied der Fraktion Stahl aktiv an der Arbeit des Herrenhauses. 
Massow war Rechtsritter des Johanniterordens. Zuvor war ihm während der Zeit der Aufhebung des Johanniterordens 1835 der Königlich Preußische St. Johanniter-Orden verliehen worden. 
Wilhelm von Massow war in erster Ehe mit Laura Karoline, geborener Gräfin von Wartensleben  (* 1815; † 1849) verheiratet. Aus der Ehe gingen vier Kinder hervor. Nach ihrem Tod heiratete er 1852 in zweiter Ehe Julie Wilhelmine, geborene von Behr (* 1825; † 1901). Diese engagierte sich mit dem von ihr 1862 gegründeten Psalmenbund und dem 1878 gegründeten Gebetsverein Ut omnes unum für die Einheit der Christen.